# Gran Premi Nobili Rubinetterie
El Gran Premi Nobili Rubinetterie fou una cursa ciclista que es disputà pels voltants de Borgomanero, al Piemont, Itàlia. La cursa es creà el 1997, en forma de critèrium. Des del 2005 i fins al 2014 formà part de l'UCI Europe Tour, amb una categoria 1.1. El 2015 passà a categoria 1.HC.
L'any 2010, la cursa es va separar en dues proves de dos dies. El primer dia es disputava la Coppa Papà Carlo i el segon la Coppa Città di Stresa. El 2012 es va tornar a unificar en una sola cursa. Damiano Cunego, amb dues victòries, fou el ciclista que més vegades guanyà la prova.
La manca de diners obligà a suspendre l'edició del 2016.

## Gran Premi Nobili Rubinetterie
| Any                 | Vencedor             | Segon                  | Tercer                |
| ------------------- | -------------------- | ---------------------- | --------------------- |
| 1997                | Dario Andriotto      |                        |                       |
| 1998. No disputada  |                      |                        |                       |
| 1999                | Salvatore Commesso   |                        |                       |
| 2000                | Stefano Garzelli     |                        |                       |
| 2001                | Vladimir Smirnov     | Simone Masciarelli     | Pedro Horrillo        |
| 2002                | Andrus Aug           | Ivan Quaranta          | Daniele Bennati       |
| 2003                | Andrea Ferrigato     | Joseba Albizu          | Massimiliano Mori     |
| 2004                | Damiano Cunego       | Aleksandr Kólobnev     | Paolo Valoti          |
| 2005                | Damiano Cunego       | Ruslan Pidhornyj       | Félix Cárdenas        |
| 2006                | Paolo Longo Borghini | Luis Felipe Laverde    | Ruslan Pidhornyj      |
| 2007                | Luis Felipe Laverde  | Félix Cárdenas         | Christian Pfannberger |
| 2008                | Giampaolo Cheula     | Gabriele Bosisio       | Bruno Rizzi           |
| 2009                | Grega Bole           | Fortunato Baliani      | Andrí Hrivko          |
| 2010-2011. Dividida |                      |                        |                       |
| 2012                | Danilo Di Luca       | Robert Vrečer          | Tomaž Nose            |
| 2013                | Bob Jungels          | Daniele Bennati        | Simone Ponzi          |
| 2014                | Simone Ponzi         | Christian Delle Stelle | Francisco Ventoso     |
| 2015                | Giacomo Nizzolo      | Simone Ponzi           | Marco Haller          |

## Coppa Papà Carlo
| Any  | Vencedor           | Segon              | Tercer           |
| ---- | ------------------ | ------------------ | ---------------- |
| 2010 | Gianluca Brambilla | Francesco Bellotti | Matteo Montaguti |
| 2011 | Simone Ponzi       | Luca Mazzanti      | Davide Rebellin  |

## Coppa Città di Stresa
| Any  | Vencedor     | Segon             | Tercer               |
| ---- | ------------ | ----------------- | -------------------- |
| 2010 | Oscar Gatto  | Murilo Fischer    | Tiziano Dall'Antonia |
| 2011 | Elia Viviani | Danilo Napolitano | Bernardo Riccio      |